# Технічний довідник залізничника
Технічний довідник залізничника, ТДЗ (рос. Технический справочник железнодорожника, ТСЖ) — довідник залізничника. Є унікальним виданням часів СРСР, охоплював весь обсяг знань[джерело?] про залізницю станом на 1950-ті роки. Видавався лише російською мовою.

## Опис
Дане видання в 13 томах охоплює весь обсяг знань про залізницю станом на 1950-і роки:
- Том 1: фізико-математичний

Наведено відомості з теоретичних основ електротехніки, електрофізики, вимірювання електричних і магнітних величин, застосування обчислювальної техніки та моделювання в електротехніці та енергетиці, з автоматизації проектних робіт, стандартизації та надійності електротехнічного обладнання.
- Том 2: технічні розрахунки

Наводяться відомості про кабельні й електроізоляційні вироби, напівпровідникові прилади та інтегральні мікросхем, резистори, конденсатори, реактори, трансформатори та автотрансформатори, різні типи електричних машин, електричних та електронних апаратів.
- Том 3: проектування і споруда залізниць

Наводяться відомості про електричні системи, про електричні станції та підстанції, електропередачу змінного і постійного струму, про електричні мережі високої напруги, електропостачання міст з сільським господарством, про промисловість і транспорт, а також про автоматику, захист та автоматизацію диспетчерського та технологічного управління в електроенергетичних системах.
- Том 4: штучні споруди

Наводяться відомості з загальних питань, про силові елементи електроприводів, про МП засоби управління, організацію систем з елементами проектування та прикладами сучасних електроприводів, електротермічного устаткування, устаткування для зварювання, освітлення, електричного транспорту, електричного обладнання автомобілів і тракторів.
- Том 5: колія і колійне господарство

Розглядається будова залізничних колій, їх утримання та ремонт залізничного земляного полотна, верхньої будови колії, рейок, шпал. Включений розгляд питань організації й механізації колійної праці, огляд колійних машин з інструментами, підприємств колійного господарства тощо.
- Том 6: рухомий склад

Наведені відомості для теплових, динамічних, міцнісних і тягових розрахунків. Відображає досягнення вчених, інженерів, винахідників і новаторів виробництва в галузі науки і техніки рухомого складу залізниць СРСР. Зібрані і систематизовані довідкові дані про вузли і окремі деталі паровоза, викладені методи їх розрахунку. Поряд з історичною довідкою про серії та їх численні різновиди наведені дані про дослідні паровози, збудовані протягом багатьох десятиліть. Зведені дані про конструктивні характеристиках 46 серій паровозів паровозного парку СРСР. Розглянуті конструкції створених інженерами і вченими тепловозів, дизель-поїздів і автомотрис. Наведені основні технічні дані тепловозів СРСР, відомості про конструкції побудованих тепловозів з електричною, механічною, гідравлічною і газовою передачами, а також дано опис серійних тепловозів «ТЕ1» і «ТЕ2». Надана класифікація вагонів з техніко-економічними показниками з загальним конструктивними характеристиками основних типів вантажних і пасажирських вагонів залізниць СРСР, конструкціями основних вузлів і окремих деталей вагонів з їх розрахунками. Відображені науково-дослідні роботи, що проводяться в області тяги поїздів і випробування локомотивів. Наведено дані для розрахунку всіх видів тяги (широкої і вузької колії): паровозів, тепловозів і електровозів.
- Том 7: локомотивне та вагонне господарство

Присвячений паровозному, тепловозному та вагонному господарству. Організації виробництва на вагоноремонтних заводах. Приділена увага локомотивним і вагонним депо, підприємствам оснащеними всіма видами передової техніки.
- Том 8: сигналізація, централізація, блокування, зв'язок

Присвячений питанням електричного зв'язку, сигналізації, централізації і блокування — їх облаштування, утримання та ремонту, організації господарства та електричного вимірювання (ПТЕ та СЦБ).
- Том 9: електрорухомий склад залізниць

Присвячений електрифікації залізниць, ланці технічної реконструкції залізничного транспорту та розвитку його на базі вищої техніки. Як збільшити пропускну і провізну спроможність залізничних ліній, забезпечити стійку роботу доріг, особливо в зимовий час, значно підвищити продуктивність праці і знизити собівартість перевезень, скоротити витрату палива, підвищити культуру праці залізничників і покращити постачання прилеглих районів електроенергією.
- Том 10: енергопостачання залізниць

Містить матеріали з енергопостачання залізниць, розрахунки основних техніко-економічних показників електрифікованих ліній, проектування електричних залізниць, систем первинного енергопостачання електричних залізниць, умов роботи та розрахунки систем енергопостачання електричних залізниць, про роботу систем енергопостачання при рекуперації енергії, методи розрахунку систем енергопостачання електричних залізних шляхів, електричні розрахунки контактних мереж однофазного струму, відомості про захист систем енергопостачання електричних залізниць від струмів короткого замикання, про перенапругу в електротягових пристроях, розглянуті атмосферні перенапруги від прямого удару блискавки, індуктовані та внутрішні перенапруги й захист електротяги пристроїв від перенапруження; інформація щодо не симетрії в мережах енергопостачання викликаної навантаженнями тяги на однофазному змінному струмі промислової частоти, розглянутий вплив електричної тяги на підземні споруди, захист від корозії металевих споруд на електрифікованих ділянках магістральних і приміських залізницях, викликаємий блукаючими струмами, вплив блукаючих струмів на споруди та пристрої метрополітену; особливості вимірювання та зниження блукаючих струмів у метрополітені, має розрахунок впливу контактних мереж на ланцюги зв'язку, розглянутий електричний розрахунок місцевих електричних мереж та ліній електропередач, надано відомості про провід (дріт) з кабелями й їхньою прокладкою; відомості про споживачів електроенергії залізничних вузлів, про контактну мережу, щодо струму короткого замикання та вибору апаратів, наведені відомості про організацію експлуатації контактної мережі; надана характеристика основних робіт; повідомлено про перевірку і випробування пристроїв контактної мережі при прийнятті їх в експлуатацію; надано правила і норми утримання технічних засобів для монтажу та експлуатації контактної мережі; матеріал про ізолятори з апаратами високої напруги, про апарати низької напруги, про схеми первинної комутації електростанцій і підстанцій, розглянуто питання власних потреб електростанцій та підстанцій, релейний захист установок змінного струму, щодо випробування електричного обладнання, про масляне господарство електростанцій з підстанціями, про експлуатацію залізничних електростанцій й підстанцій, висвітлено питання електричної частини електростанцій і підстанцій; про тягові підстанції, автоматику та телемеханіку, теплосилові установки.
- Том 11: планування, фінансування та облік на залізничному транспорті

Збірка матеріалів з питань планування та фінансування господарства залізничного транспорту, а також статистичного та бухгалтерського обліку та звітності.
- Том 12: обробка металів на підприємствах залізничного транспорту

Випуск першого для залізничників систематизованого довідника з обробки металів з повним висвітленням специфічні елементів технології, які мають місце в залізничних підприємствах при обробці деталей рухомого складу. Але не заміняє машинобудівних і технологічних довідників. Наведені основні довідкові дані, які повинні допомогти командному складу залізниць і підприємств МШС при перевірці та розробці технологічних процесів, при підборі технологічного обладнання та інструментів, що застосовуються при обробці металів.
- Том 13: експлуатація залізниць

Розглянуті питання експлуатації залізничного транспорту СРСР. Наводяться відомості про організацію руху на залізничному транспорті, йдеться про комплексний розвиток технічних засобів залізниць, виконання вантажних і комерційних операцій, розглянуті організаційно-технічні заходи і передові методи праці, які поширені на залізничному транспорті.